# William Bay National Park
William Bay National Park är en park i Australien. Den ligger i delstaten Western Australia, omkring 360 kilometer söder om delstatshuvudstaden Perth. William Bay National Park ligger 4 meter över havet.
Trakten är glest befolkad. Närmaste större samhälle är Denmark, omkring 19 kilometer öster om William Bay National Park. 
Genomsnittlig årsnederbörd är 1 249 millimeter. Den regnigaste månaden är juni, med i genomsnitt 198 mm nederbörd, och den torraste är februari, med 18 mm nederbörd.